# 宇宙の日
宇宙の日（うちゅうのひ）は、国際宇宙年であった1992年に日本の科学技術庁（現・文部科学省）と宇宙科学研究所（現・宇宙航空研究開発機構宇宙科学研究所）が制定した記念日。公募により、毛利衛が日本人として初めてスペースシャトルに搭乗して飛び立った9月12日に定められた。
「宇宙の日」と10月4日から10月10日までの「国際宇宙週間」の両方を含む1ヶ月間を「『宇宙の日』ふれあい月間」として、後述のふれあいフェスティバルや宇宙開発関連施設の一般公開などが行われる。

## 「宇宙の日」ふれあいフェスティバル
| 年度          | 開催地                                  | 命名された小惑星   |
| ------------- | --------------------------------------- | ------------------ |
| 1993年 1994年 | 不明                                    |                    |
| 1995年        | 東京都港区 埼玉県大宮市（現さいたま市） |                    |
| 1996年        | 不明                                    |                    |
| 1997年 1998年 | 東京都目黒区                            |                    |
| 1999年 2000年 | 東京都江東区                            |                    |
| 2001年        | 大阪府吹田市                            | 0(6562) たこやき   |
| 2002年        | 島根県松江市                            | (29431) しじみ     |
| 2003年        | 東京都江東区                            | (14500) きぼう     |
| 2004年        | 宮崎県宮崎市                            | (11933) ひむか     |
| 2005年        | 福岡県北九州市                          | (11494) ひびき     |
| 2006年        | 石川県金沢市                            | (15740) 百万石     |
| 2007年        | 北海道釧路市                            | 0(8493) やちぼうず |
| 2008年        | 徳島県阿南市                            | (12435) すだち     |
| 2009年        | 東京都三鷹市                            |                    |

毎年9月中旬の週末に開催される小中学生とその親を対象としたイベント。1993年から2001年までは「宇宙ふれあい塾」という名称だった。宇宙に関する展示や日本人宇宙飛行士などによる講演、ペットボトルロケットの工作、作文・絵画コンテストの表彰式などが行われる。
また、2001年からは日本人が発見した小惑星のうち、まだ命名されていないものに名前を付けることも行われている。事前に公募した名前の中からいくつかの候補に絞り込み、当日会場に集まった子どもたちの拍手が一番大きかった名前が選ばれる（後日国際天文学連合小惑星センターに提案し、承認された時点で正式に命名されたことになる）。